# 精工

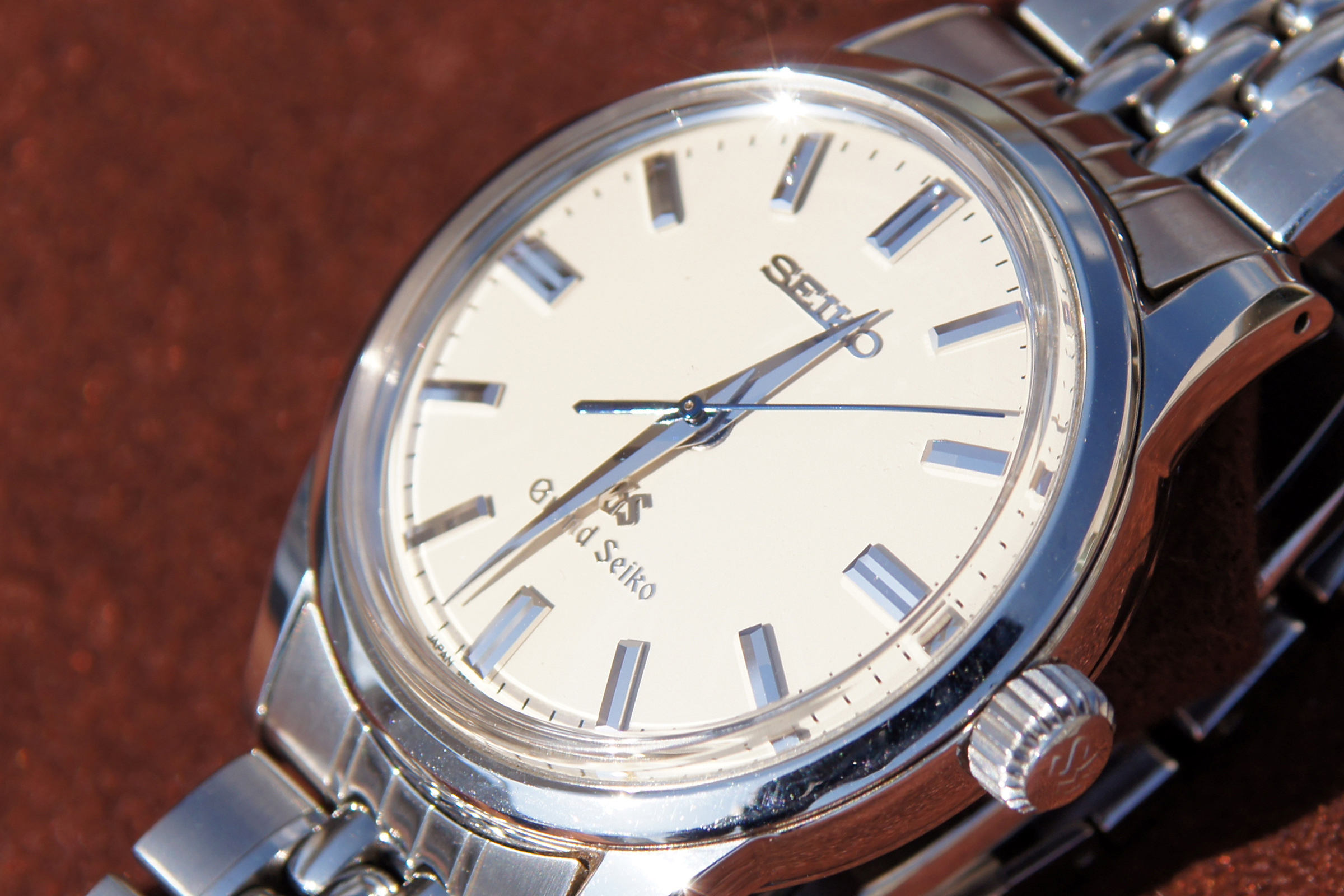
Grand Seiko SBGW005

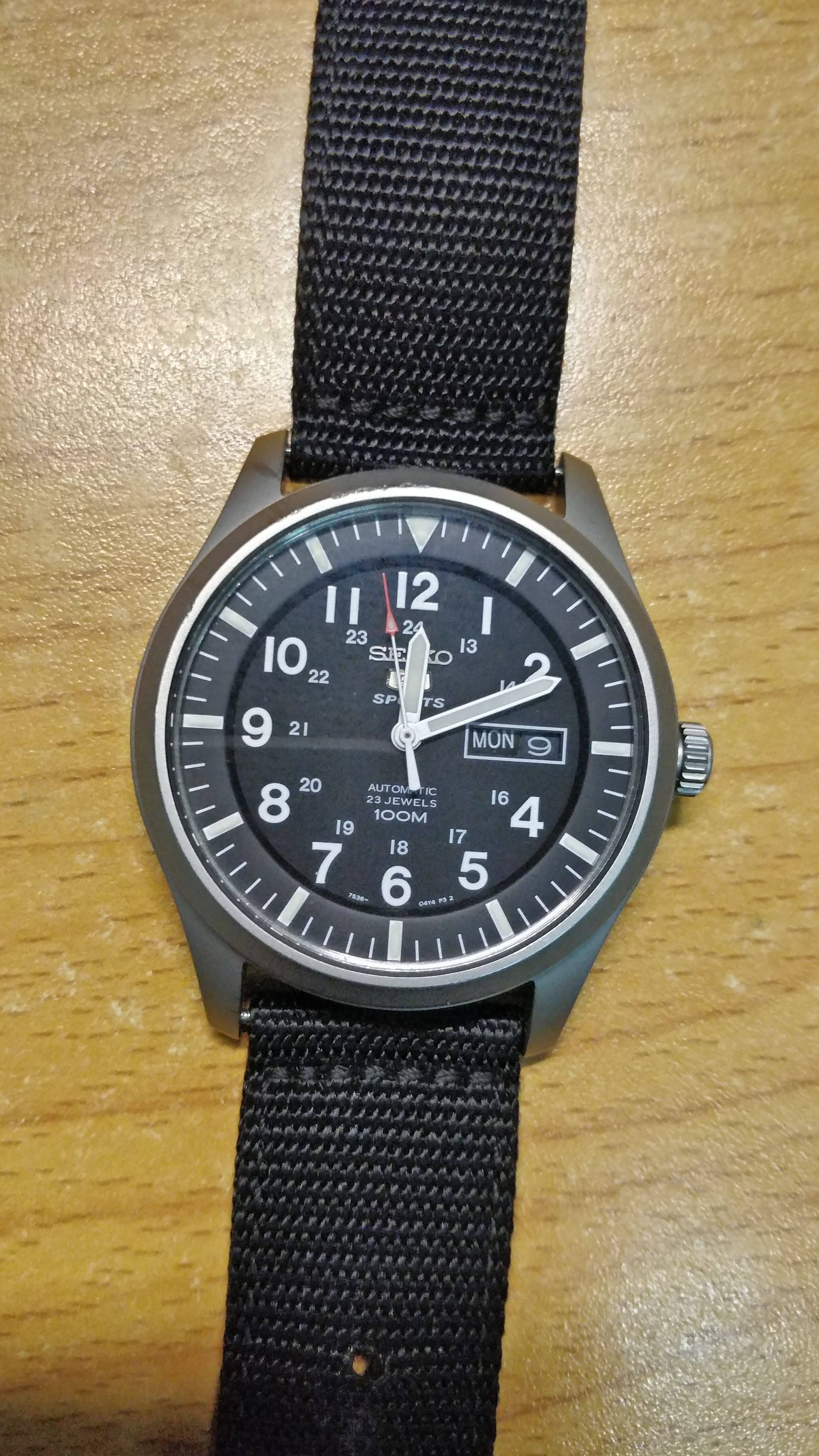
精工五号"光明战将"系列自动机械表

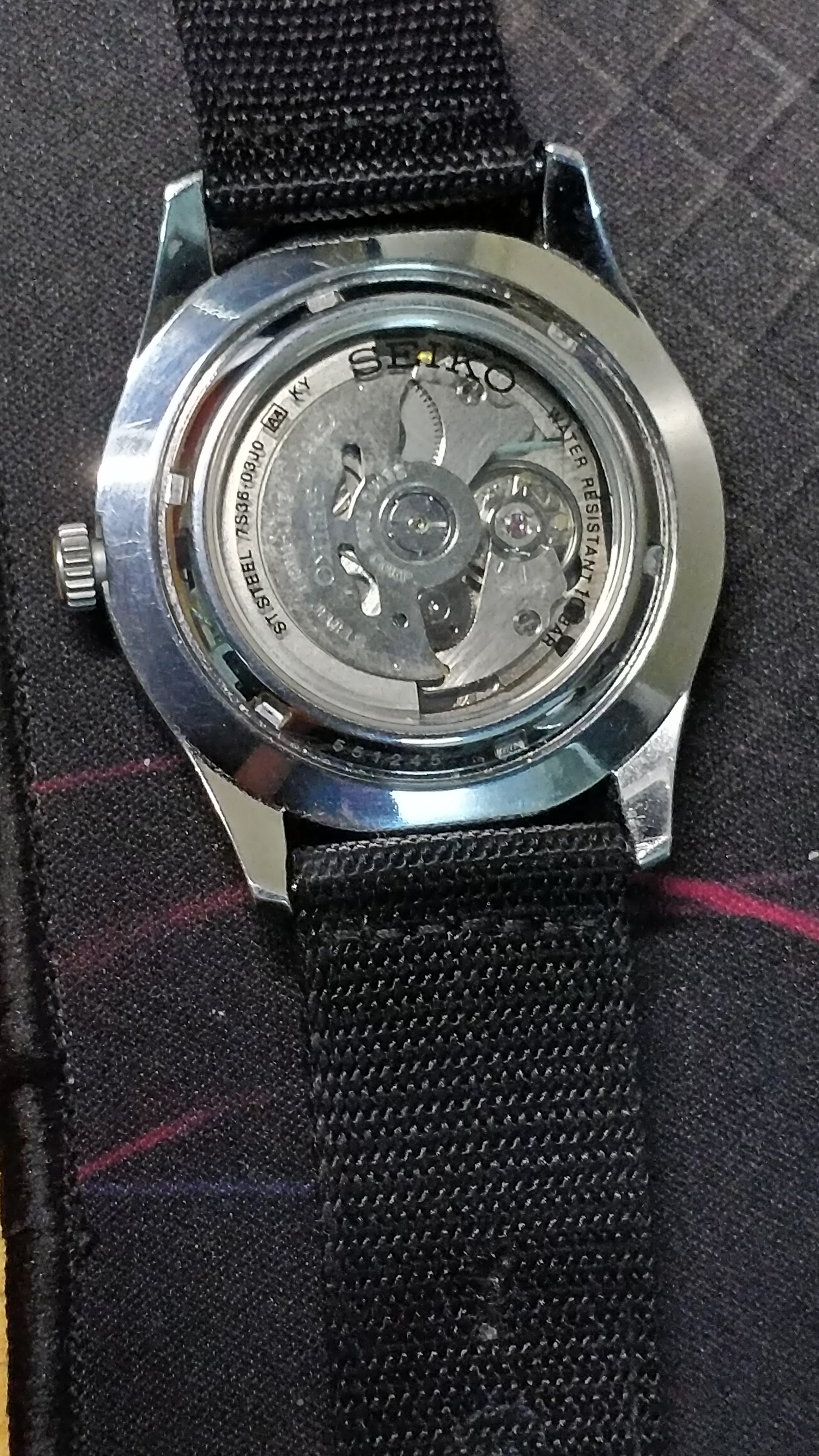
精工五号机械自动手表背面,透过玻璃后盖可清晰看到内部机械的运转

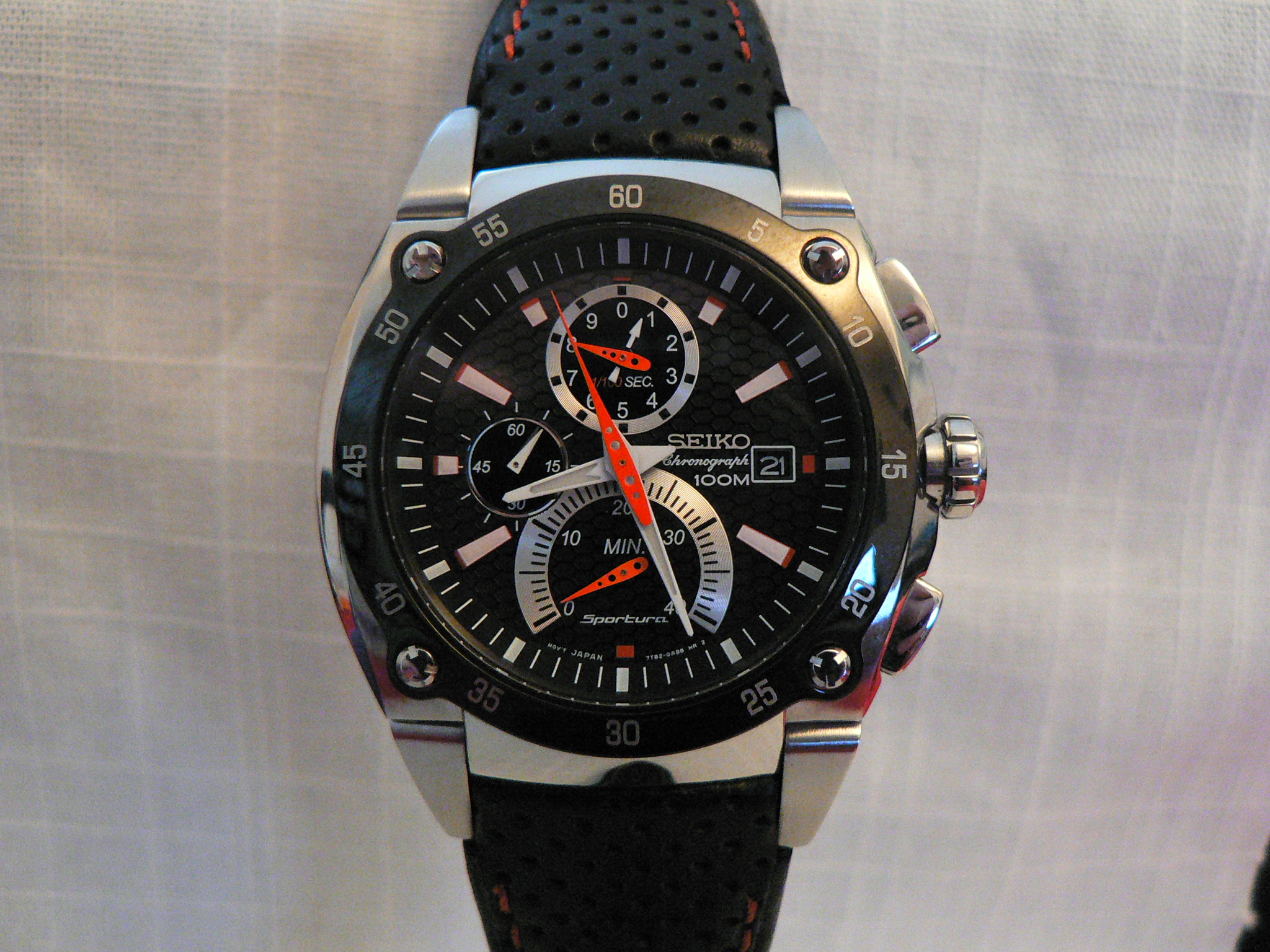
Sportura系列

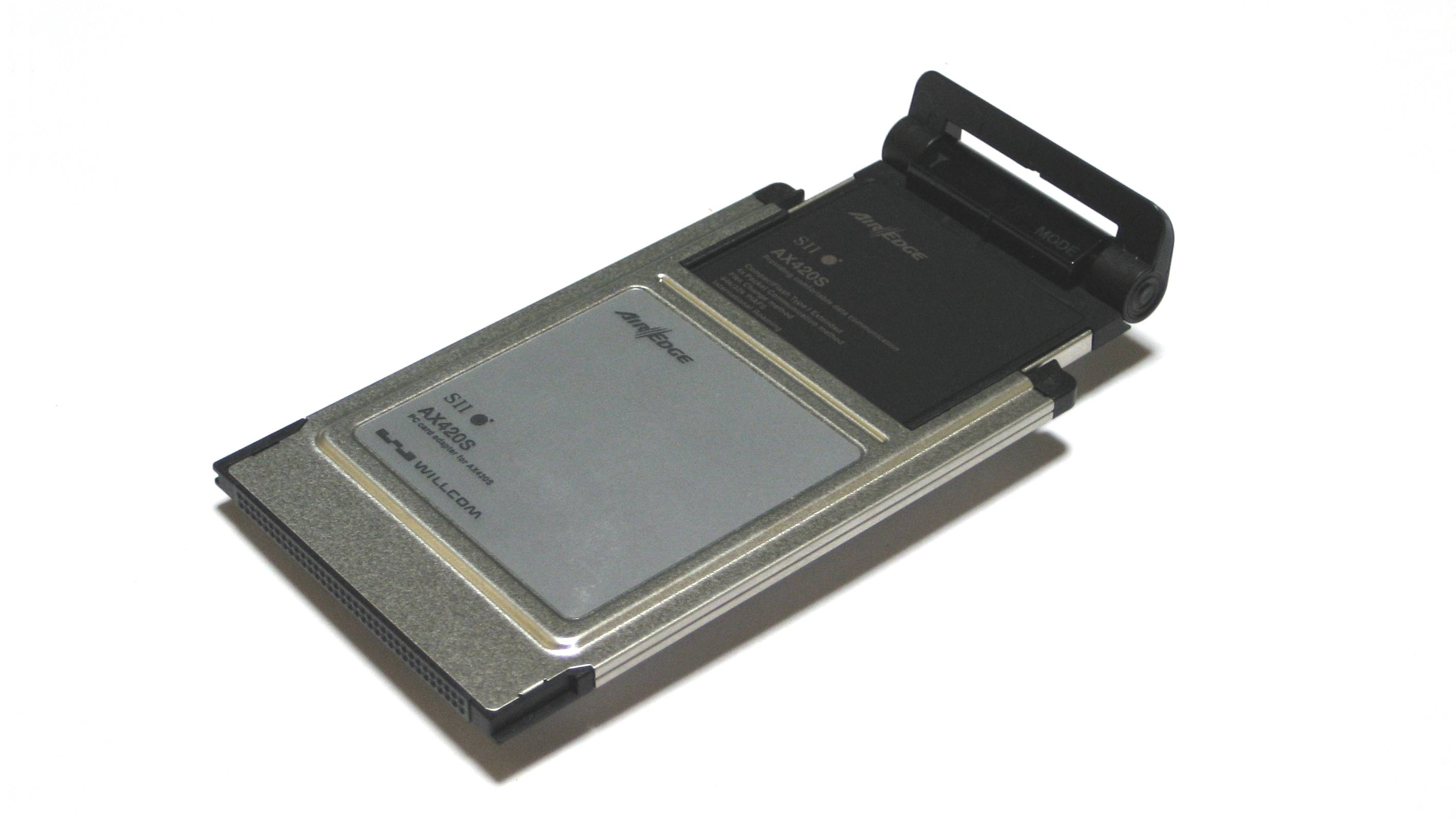
AX420S PHS網路卡

LCD數字鐘

精工（日語：セイコーホールディングス株式会社）是一家日本鐘錶製造商。始创于1881年，公司原名为服部鐘錶店，1892年改名为精工舍，创始人是服部金太郎。1924年，发表了第一只正式使用精工品牌的手表。1967年瑞士發明石英錶，1969年，精工表推出了世界上第一款商業化生產的指针式──SEIKO ASTRON[35SQ]。1995年，精工舍与日本东方表公司共同创建合资工厂。精工还是电脑打印机制造商爱普生（EPSON）的母公司。

## 歷史

### 早期历史
- 1881年12月 - 服部金太郎創立販賣鐘錶輸入的服部時計店。
- 1892年3月  - 設立鐘錶製作工廠「精工舍」，是日本國內第一間生產掛鐘的公司。由精工舍製造的時鐘是由服部時計店販售。
- 1895年 - 製造並銷售服部時計店的第一款懷錶「TIMEKEEPER 20」。
- 1899年 - 製造並銷售鬧鐘。
- 1902年 - 製造並銷售座鐘及音樂鐘。
- 1913年 - 開始製造日本第一只國產腕錶。
- 1917年10月29日 - 公司改組為株式會社服部時計店（英文：K. Hattori & Co., Ltd.）。
- 1924年 - 正式開始採用SEIKO作為品牌名稱。
- 1932年 - 東京銀座四町目的總公司大樓落成。（現和光百貨）
- 1937年9月 - 工廠精工舍的手錶部門獨立為株式會社第二精工舍。（即為現在的Seiko Instruments Inc.）
- 1947年4月 - 零售部門獨立為株式會社和光。
- 1949年5月 - 東京證券交易所上市。
- 1955年 - 生產日本第一只自製機械式自動上鍊腕錶。
- 1959年5月 - 株式會社第二精工舍的諏訪工廠完全獨立為株式會社諏訪精工舍（即現在的SEIKO EPSON）。
- 1964年10月 - 擔任東京奧運官方計時，是第一個非瑞士品牌的奧運官方計時提供商。

### 近期发展
- 1969年12月 - 發表世界上第一只石英錶ASTRON 35SQ，开启了石英革命（quartz revolution）。[1][2]
- 1974年 - 發表高級腕錶品牌「CREDOR」。
- 1982年 - 發表第一只搭載電視功能的腕錶。（TV - WATCH）[3]。
- 1983年8月 - 公司名稱改為株式會社服部SEIKO（英文：Hattori Seiko Co., Ltd）。
- 1990年 - 發表世界上第一只搭載人動電能機芯錶款。
- 1990年 - 公司英文名稱改為Seiko Corporation。
- 1997年7月 - 公司名稱改為SEIKO株式會社。
- 1998年 - 發表第一只搭載SPRING DRIVE機芯錶款。[4]
- 2001年7月 - 成立SEIKO Watch株式會社，將手錶事業群切割。
- 2006年 - 發表世界第一只電子紙顯示腕錶。
- 2007年7月 - 改名SEIKO HOLDINGS株式會社（英文：Seiko Holdings Corporation）。
- 2008年 - 發表第一只專為太空任務設計的太空錶。（SPRING DRIVE SPACEWALK）。
- 2009年10月1日 - 將Seiko Instruments Inc.併入完全子公司。
- 2010年 - 發表世界第一只採用主動矩陣顯示的電子墨水錶款。
- 2012年 - 發表世界第一只GPS太陽能指針式腕錶SEIKO ASTRON。
- 2020年9月 - Grand Seiko到台北101設置專櫃[5]

## 官方計時
精工錶也是下列多项体育赛事的官方指定计时器：
- 1964年，日本东京夏季奥运会
- 1978年，阿根廷世界杯足球赛
- 1982年，西班牙世界杯足球赛
- 1986年，墨西哥世界杯足球赛
- 1987年，意大利世界田径锦标赛
- 1990年，意大利世界杯足球赛
- 1991年，日本东京世界田径锦标赛
- 1998年，日本長野市冬季奥运会
- 2002年，美国盐湖城冬季奥运会